# ادوارد وینسور کمبل
ادوارد وینسور کمبل (انگلیسی: E. W. Kemble; ۱۸ ژانویهٔ ۱۸۶۱ – ۱۹ سپتامبر ۱۹۳۳) تصویرگر اهل ایالات متحده آمریکا بود. عمده شهرت وی به واسطه طراحی کارکترهای نخستین چاپ کتاب ماجراهای هاکلبری فین اثر مارک تواین می‌باشد که بازخورد بسیار مثبت منتقدان را به همراه داشت.
در زمان خلق طراحی‌های کتاب ماجراهای هاکلبری فین، کمبل در مجله لایف کار می‌کرد و توسط خود مارک تواین برای این موضوع انتخاب شد. تواین بشخصه کارهای کمبل را تحسین می‌نمود. هیرن، یکی از منتقدان برجسته معاصر تواین و کمبل اظهار داشته که کمبل به عنوان خلاق‌ترین تصویرگر، این توانایی را داشت که به کارکترهای خردسال نوشته‌ها (داستان‌ها)، شخصیت بصری متمایز ارائه دهد، همانگونه که تواین به طرز ماهرانه‌ای شخصیت‌هایش را با عبارات مختلف توصیف می‌کرد، کمبل نیز با چند ضربه قلم، همان کارکتر کامل را به تصویر می‌کشید.
کمبل در آن زمان تمکن مالی چندانی نداشت و تنها از عهده استخدام یک مدل می‌توانست برآید و بنابراین، سایر کارکترها و شخصیت‌های کتاب را بر پایهٔ حدس و گمان و با اتکا به توصیفات نوشتار کتاب خلق کرد. هنگامی که کتاب منتشر شد، علیرغم بازخورد منفی آغازین نسبت به داستان که غالباً به خاطر ارجاعات فراوان نژادپرستی بودند، تصاویر خلق‌شده توسط کمبل مورد ستایش بسیار قرار گرفت. هر چند، وقتی که تواین حق چاپ اثر را واگذار کرد، کمبل طرح‌ها و مجموعه دیگری از تصاویر را در سال‌های ۱۸۹۸ تا ۱۸۹۹ میلادی برای انتشارات هارپرز ارائه کرد.

## نگارخانه

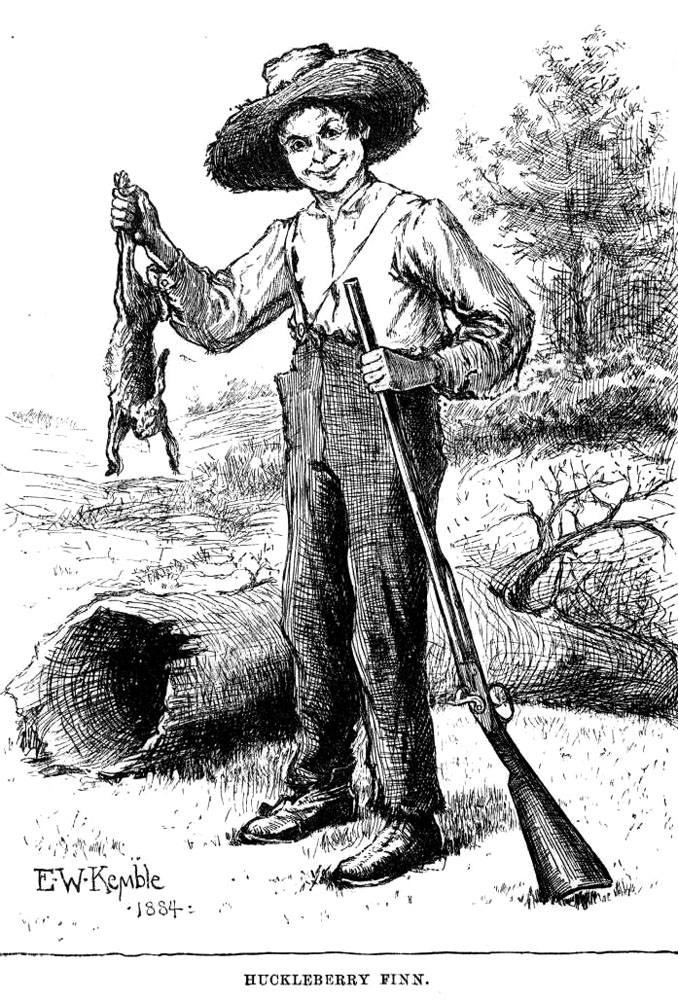
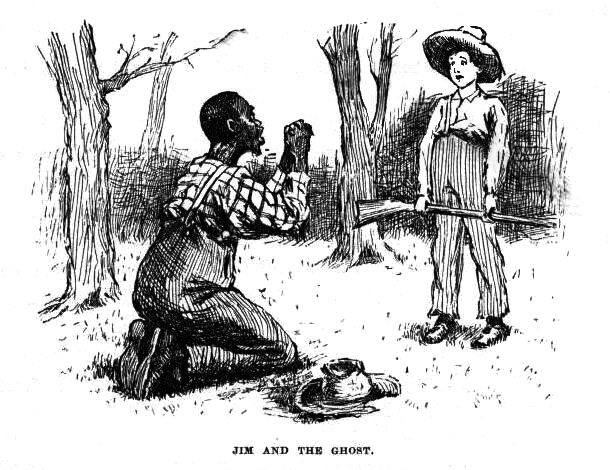